# آگور

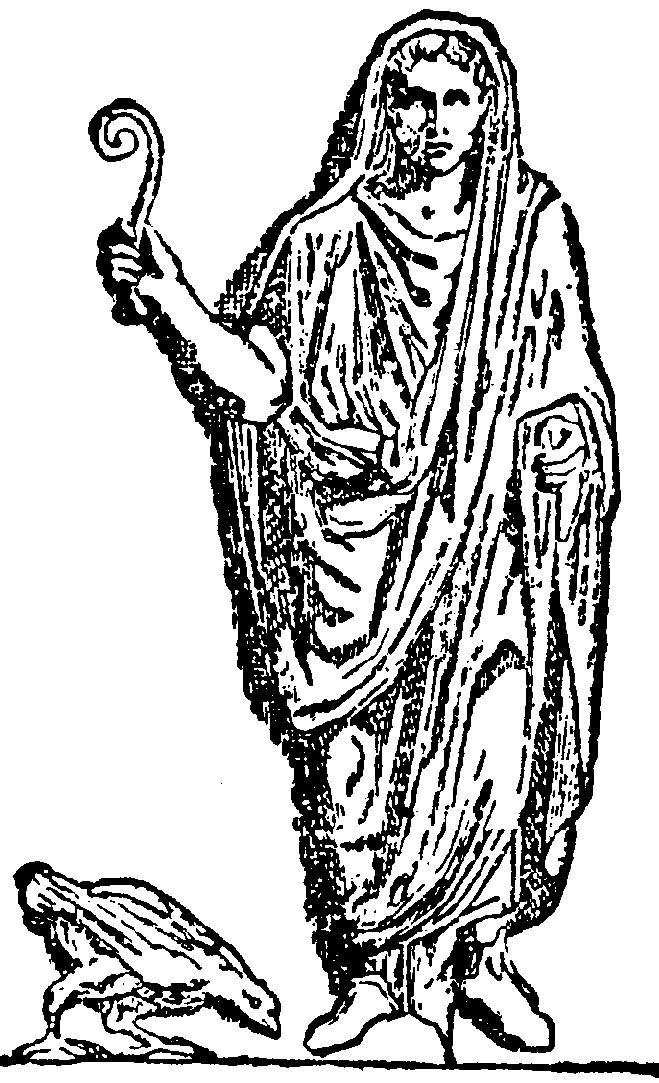
تصویری از یک فال‌بین (آگور) با یک مرغ مقدس. او یک «لیتوئوس» در دست دارد ــ عصایی منحنی که اغلب به‌عنوان نماد فال روی سکه‌های رومی استفاده می‌شود.

آگور یا آئوگور (انگلیسی: Augur) یک کاهن و یک مقام رسمی در دین رومی و عضو کولگیوم بود که وظیفه‌اش مشاهده و تفسیر نشانه‌های تأیید شدن یا تأیید نشدنِ درخواستی، توسط خدایان در رابطه با هر اقدام پیشنهادی بود. نقش اصلی او عمل کردن به شگون و تفسیر اراده خدایان رومی با مورد توجه قرار دادن وقایعی بود.

## تاریخچه
آگورها در ابتدا آئوسپیکس (auspices) نامیده می‌شدند، اما در حالی که آئوسپیکس از بین رفت و با آگور جایگزین شد، «آئوسپیکیوم» (auspicium) به عنوان اصطلاح مشاهده علائم حفظ شد. تاریخ اولیه کالج مبهم است. نهاد آن را به رومولوس یا نوما پومپیلیوس نسبت داده‌اند. احتمالاً در اصل از سه عضو تشکیل شده بود که خود پادشاه یکی از آنها بود. این تعداد توسط تارکیوئینیوس پریسکوس دو برابر شد، اما در سال ۳۰۰ قبل از میلاد، تنها چهار عضو داشت که، به گفته تیتوس لیویوس، دو مکان آن خالی بود. قانون اوگلنیا در همان سال تعداد را به ۹ افزایش داد و پنج پلبی به چهار عضو پاتریسیون اضافه شد. در زمان سولا این تعداد ۱۵ نفر بود که توسط ژولیوس سزار به ۱۶ افزایش یافت. این تعداد در دوران امپراتوری ادامه داشت و خود دین رومی مطمئناً تا اواخر قرن چهارم پس از میلاد وجود داشت. منصب فال، که فقط به افراد دارای شایستگی اعطا می‌شد و به دلیل اهمیت سیاسی آن بسیار مورد توجه بود، مادام العمر برگزار شد. جای خالی در ابتدا با مشارکت پر می‌شد، اما طبق قانون دومیتیان (۱۰۴ قبل از میلاد)، انتخاب توسط قبایل انجام می‌شد. علائم رسمی آگور، عصایی بدون گره و خمیده در بالا، و ترابه‌آ، نوعی توگا با نوارهای قرمز روشن و حاشیه با رنگ ارغوانی امپراتوری بود.
نشانه‌های اراده خدایان دو گونه بود، یا در پاسخ به «درخواست» (auspicia impetrativa) یا «اتفاقی» (auspicia oblativa). چنین علائمی شامل آذرخش و تندر، رفتار پرندگان (جهت پرواز، صدا و آواز خواندن، عادات غذایی آنها)، سایر رفتار حیوانات و تقریباً هر پدیده غیرعادی دیگری بود. از دیگر ابزارهای کشف اراده خدایان، انداختن قرعه، پیشگویی‌های سیبیلی، و معمولاً بررسی احشاء حیواناتی بود که برای قربانی کشته می‌شدند. هر چیز غیرعادی که در آنجا یافت می‌شد، مورد توجه فال بین‌ها قرار می‌گرفت، اما معمولاً هاروسپکس اتروسک برای گرفتن فال از روی احشا به کار می‌رفت. از اگورها برای انتخاب قضات، ورود آنها به یک دفتر، برگزاری مجمع عمومی برای تصویب احکام، و اعزام ارتش برای جنگ مشورت می‌شد.

## بررسی اجمالی
در روم باستان، فال یا مشورت فال یک امر رایج بود. آگور پیشگویی آینده با مطالعه رفتار پرندگان، مانند جهت پرواز آنها یا تعداد آنها بود. بسیاری از رومی‌ها فال را بسیار جدی می‌گرفتند و در امور دولت روم نقش برجسته‌ای داشت. فیلسوف طبیعی رومی قرن اول پس از میلاد، پلینیوس بزرگ، اختراع این نوع فال را به یک پادشاه اساطیری یونانی نسبت داد، اما مورخان خاطرنشان می‌کنند که مصریان باستان رویه مشابهی داشتند. به گفته پلینیوس، ایده این بود که «رفتار پرندگان منعکس کننده اراده خدایان است که در دنیای طبیعی آشکار می‌شود، بنابراین اراده خدایان را می‌توان با مشاهده دقیق رفتار پرندگان تعیین کرد.»

## نمونه‌های تاریخی
برطبق افسانه‌هایی که تیتوس لیویوس و پلوتارک نقل کرده‌اند، رومولوس، بنیانگذار افسانه‌ای روم، و برادر دوقلویش رموس تصمیم گرفتند با مشاهدهٔ پرواز پرندگان اختلاف خود را دربارهٔ انتخاب مکان شهر روم ــ که هنوز تأسیس نشده بود ــ حل کنند: رومولوس در تپه‌ی پالاتین و رموس در تپه‌ی آونتین جای گرفت. چون فال‌گیری شروع شد، ابتدا رموس شش کرکس دید، اما سپس رومولوس اعلام کرد که ۱۲ کرکس را دیده. پس هر یک از پیروان دو گروه بر سر اینکه رئیسِ خودشان پیروز فال‌گیری است با یکدیگر درگیر شدند؛ طرفداران رموسْ رموس را پیروز فال‌گیری می‌دانستند زیرا اول او بود که کرکس‌ها را دیده بود، اما طرفداران رومولوس می‌گفتند که چون رومولوس کرکس‌های بیشتری دیده برنده است. پس میان دو جناح درگیری‌ای درگرفت که طی آن، به‌گفته‌ی تیتوس لیویوس، رموس کشته شد. بنابراین، شهر در اطراف تپهٔ پالاتین، جایی که رومولوس می‌خواست، ساخته شد و از روی نام رومولوس به نام «روم» نامیده شد. همچنین، رومیان پس از مرگ رومولوس بر آن شدند نوما پمپیلیوس را به جانشینی رومولوس نصب کنند. نوما گفت که بهتر است نخست در مورد شاه شدنش رأی خدایان را بخواهند. پس یک آگور وی را به بالای دژی برد و روی به جنوبگان بر سنگی نشاند و از ژوپیتر خواست تا اگر راضی به شاه شدنِ نوما است، نشانه‌ها و فال‌های سماوی لازم را بر او نازل کند. پس چون آن نشانه‌ها بر آگور ظاهر شدند، او نوما را شاه اعلام کرد. آگوری در دین رومی یا پاگانیسم رومی ادغام شد و در مواقع بحران‌ها و جنگ‌های ملی از آیین آگور استفاده می‌شد.

## مرغ‌های مقدس
در روم باستان، جوجه‌ها فقط یک حیوان مزرعه معمولی نبودند. آنها موجودات مقدسی بودند که نقش اساسی در اعمال مذهبی شهر داشتند. اعتقاد بر این بود که مرغ‌های مقدس روم که به پولاریوس نیز معروف هستند، قدرت پیش‌بینی آینده را دارند و قبل از هر رویداد یا تصمیم مهمی با آنها مشورت می‌شد. مرغ‌های مقدس در قفس مخصوصی به نام «پولاریوم» در فروم رم زندگی می‌کردند.
تاریخ فرانسه در قرن ۱۸ بر اساس منابع کلاسیک گزارش می‌دهد که کاهنان رومی گله ای از «مرغ‌های مقدس» نگهداری می‌کردند که ظاهراً اراده خدایان را با تغذیه از غلاتی که به آنها داده می‌شد منعکس می‌کرد: اگر مرغ‌های مقدس آن را از صمیم قلب می‌خوردند در حالی که پای خود را می‌کوبند، آنگاه فال مطلوب بود. اما اگر از خوردن آن امتناع کردند، فال بد بود. تاریخ اشاره می‌کند که اگر به دنبال یک فال مثبت بودند، مرغ‌های مقدس ممکن است برای مدتی ابتدا تغذیه نشوند.

## نقش مرغ‌های مقدس در جنگ کارتاژ
بر اساس برخی منابع باستانی، یکی از این حوادث در طول جنگ پونیک اول بین روم و کارتاژ رخ داد. قبل از نبرد دریایی درپانا (که درپانوم نیز نامیده می‌شود) در ۲۴۹ قبل از میلاد، یکی از کنسول‌ها (بالاترین مقام انتخابی در جمهوری)،
پوبلیوس کلودیوس پولچر، با مرغ‌های مقدس مشورت کرد. اعتقاد بر این بود که اگر جوجه‌ها از غلات تغذیه شده آنها بخورند، نتیجه نبرد مطلوب خواهد بود. با این حال، زمانی که دانه قبل از درپانا داده شد، جوجه‌ها آن را نخوردند. کلودیوس پولچر، برای اینکه از جنگ منصرف نشود و ترس خدمه‌اش را از بین ببرد، مرغ‌های مقدس را به دریا انداخت و گفت که اگر نمی‌خواهند غذا بخورند، می‌توانند بنوشند.
پولچر سپس نبرد را ادامه داد، که با شکست فاجعه بار ناوگان رومی به پایان رسید و بیش از ۹۰ درصد کشتی‌ها از دست رفتند و هزاران سرباز رومی کشته یا اسیر شدند.